# سوسة البندق
سوسة البندق أو سوسة أشجار البندق(باللاتينية: Curculio occidentis) و (بالإنجليزية: Filbert weevil)‏ هي نوع من الخنفساء من عائلة السوسيات، تعتبر آفة تصيب أنواع من أشجار السنديان بسبب فتكها لثمار البلوط.